# Фильм ужасов о сверхъестественном
Фильм у́жасов о сверхъесте́ственном — разновидность фильмов ужасов, в сюжетах которых обыгрываются различные сверхъестественные явления и существа. События таких фильмов часто включают призраков, демонов, или прочих мистических существ, ставших частью фольклора многих стран, многие фильмы ужасов о сверхъестественном содержат элементы религии. Не все сверхъестественные фильмы ужасов сосредоточены на религии, или конкретных образах существ, к тому же, порой могут содержать «более яркое и ужасное насилие».

## Сравнения
Критики отличают ужасы о сверхъестественном от психологических. Матиас Класен пишет в «Why Horror Seduces»: «Фильм ужасов о сверхъестественном включает в себя какую-то приостановку или нарушение физического закона, обычно воплощённое или вызванное каким-либо сверхъестественным существом, таким как сверхъестественный монстр или призрак. Психологические ужасы, с другой стороны, не связаны с нарушениями физического закона». Пол Михан также отличает фильмы ужасов о сверхъестественном от психологических: «Угроза общественному порядку исходит от чего-то сверхъестественного или аномального: дома с привидениями, проклятия или монстра, такого как вампир или волк-оборотень».
Чарльз Дерри, пишущий в «Dark Dreams 2.0», противопоставил ужас о сверхъестественном и псевдонаучный ужас как «два основных метода объяснения вещей» в историях ужасов. Дерри написал: «В сверхъестественную группу можно поместить всех монстров и ужасы, которые каким-то образом связаны с религиями и ритуалами», подчеркнув колдовство, египтологию и реинкарнацию, а также зомби. Аарон Смэтс считает ужасы «жанром с двумя основными подтипами: сверхъестественными и реалистическими» и что у них «есть разные прелести».

## История
Фильм ужасов о сверхъестественном стал преобладать в 1920-х и начале 1930-х годов в немецких экспрессионистских фильмах; Пол Михан сказал, что этот стиль создал «кошмарную преисподнюю сверхъестественного страха». Жанр стал более коммерчески популярным в 1930-х годах, когда Universal Studios снимала фильмы Universal Monsters, а фильмы «разворачивались в мифической Трансильвании или другом восточноевропейском регионе, в нереальном фэнтезийном мире, далёком от повседневности». Михан сказал: «Это послужило для того, чтобы существа ночи, которые заселили эти фильмы, в безобидные химеры, комфортно укоренились в далёком прошлом». В начале 1940-х годов фильмы ужасов о сверхъестественном имели более современные декорации, но жанр в конечном итоге был заменён психологическими фильмами ужасов. К концу Второй мировой войны жанр фильмов ужасов о сверхъестественном «упал свою кончину», был омрачён зверствами войны. К 1950-м годам научно-фантастические фильмы ужасов заменили фильмы ужасов о сверхъестественном, а психологические фильмы ужасов также стали более популярными в том же десятилетии, в конечном итоге затмив фильмы ужасов о сверхъестественном. Несколько фильмов ужасов о сверхъестественном, которые были сняты в 1950-х годах, часто снимались в домах с привидениями, что является продолжением фильмов о домах с привидениями, распространённых в 1940-х годах.
В 1960-х годах такие фильмы ужасов, как «Невинные» (1961), «Призрак дома на холме» (1963) и «Ребёнок Розмари» (1968), использовали сверхъестественные элементы, но не были непосредственно о паранормальных явлениях. Другие фильмы ужасов использовали сверхъестественные темы для кодирования элементов, подвергаемых цензуре Кодексом кинопроизводства (или Кодексом Хейса). В фильме «The Haunting» была главная героиня, заинтересованная в другой женщине, и она была странным персонажем. Такие персонажи были обычным явлением в истории фильмов ужасов о сверхъестественном. Сью Мэтисон написала о «Ребёнке Розмари»: «[Он] популяризировал изображения колдовства, демонической активности и дьявола на экране и породил волну фильмов ужасов о сверхъестественном». К 1970-м годам фильмы «Изгоняющий дьявола» (1973) и «Омен» (1976) возродили жанр фильмов ужасов о сверхъестественном. Литература использовалась в качестве исходного материала, как и в самых ранних фильмах, а письменные произведения Стивена Кинга были адаптированы в «Кэрри» (1976) и другие фильмы. Фильм «Полтергейст» (1982) также был изюминкой жанра в 1980-х годах.
В 2000-х годах были популярны жестокие фильмы ужасов под названием «порно с пытками». К концу десятилетия жанр восстановил свою популярность. Фильм «Ведьма из Блэр: Курсовая с того света» получил известность в 1999 году, а в конце 2000-х годов Паранормальное явление преуспел с той же техникой фильма, что привело к серии фильмов, которая продолжалась до середины 2010-х годов.

## Кассовые сборы
Самый кассовый фильм ужасов о сверхъестественном с учётом инфляции — «Изгоняющий дьявола» (1973). Он имеет сборы более 441 миллиона долларов США с оригинальным релизом и переизданием 2000 года вместе взятых; предполагаемые скорректированные сборы в 2019 году составляет более 1,04 миллиарда долларов США. Самый кассовый фильм ужасов о сверхъестественном, без учёта инфляции, — «Оно» (2017) с мировым сборами в 701 миллион долларов.

## Использование музыки
Джо Томпкинс написал, что после 1950-х годов многие «готические и фильмы ужасов о сверхъестественном используют диссонанс, атональность и необычные конфигурации инструментов для обозначения всевозможных аномальных, паранормальных явлений». Он писал, что «Маска Сатаны» (1960) и Призрак дома на холме (1963) «используют атональные скопления, которые действуют в резком контрасте с тональной музыкой и, таким образом, обеспечивают антагонистические символы сверхъестественного зла и добра (соответственно)». Он также подчеркнул, что «Ужас Амитивилля» (1979) и «Полтергейст» (1982) «используют различные тематические материалы, начиная от мягко звучащих колыбельных и заканчивая атональными вспышками».
По словам Джанет К. Полуярд, комедии ужасов о сверхъестественном, используют различные стратегии использования музыки, «чтобы одновременно найти фильм в жанре ужасов или, по крайней мере, рядом с ним, в то же время поощряя аудиторию смеяться, а не кричать».